# Saint-Ilpize
Saint-Ilpize é uma comuna francesa na região administrativa de Auvérnia-Ródano-Alpes, no departamento de Alto Loire. Estende-se por uma área de 11,5 km². Em 2010 a comuna tinha 193 habitantes (densidade: 16,8 hab./km²).